# IPhone 5
iPhone 5 — шосте покоління смартфонів iPhone від компанії Apple. Є наступником iPhone 4S. Працює на операційній системі iOS 6, яка офіційно стала доступна 19 вересня 2012.
Знятий з виробництва 10 вересня 2013 року.

## Історія
Смартфон було спроектовано головним дизайнером Apple Джонатаном Айвом.

### Прототипи
Перші відомості про новий iPhone у засобах масової інформації почали з'являтися ще до анонсу iPhone 4S, попередника iPhone 5. Після смерті Стіва Джобса в засобах масової інформації стало більше витоку інформації про нові продукти компанії.
Багато припущень про технічні характеристики виявились точними. Але багато даних і не було підтверджено.

### Перед анонсом
4 вересня 2012 року Apple розіслала запрошення журналістам. У запрошенні було показано число 12, яке відкидало тінь у вигляді числа 5.
11 вересня 2012 року, за день до анонсу нового iPhone, акції Apple подешевшали на 0,32 % на Nasdaq. Їх вартість склала 660,59 доларів США за акцію.

### Анонс
12 вересня 2012 року Apple представила новий iPhone 5, а також iPod nano 7-го покоління та iPod touch 5-го покоління. Новий iPhone працює під управлінням iOS 6, яка стала доступна 19 вересня 2012 року, крім того компанія представила нову версію програми iTunes версії 11, яка стала доступна для завантажування 30 листопада 2012 року. На заході також повідомили про новий магазин Apple Store у Барселоні та закриття музичної мережі Ping. Більшу частину анонсу iPhone 5 проводив Філ Шиллер; генеральний директор Apple Тім Кук участі в анонсі не брав. Закінчилося все виступом гурту Foo Fighters.

### Після анонсу
Після презентації акції Apple встановили історичний максимум на біржі Nasdaq, ціна досягла рекордних $685,5 за акцію. Наприкінці торгів ціна була $683,09, що на 2 % вище, ніж у попередній день.
Попереднє замовлення, почалося 14 вересня 2012 року, перша партія смартфонів була продана протягом години. Для порівняння партію iPhone 4 продали за 20 годин, iPhone 4S — за 22 години. У деяких операторів виникли складнощі з роботою у мережі, у сайту Apple також були виявлені неполадки. Перша партія склала 2 мільйони пристроїв, це у два рази більше першої партії iPhone 4S.
На думку деяких аналітиків, кількість проданих iPhone 5 у перший місяць може досягати 10-12 мільйонів пристроїв.
Американський купон портал CouponCodes4u відразу після анонсу провів експрес-опитування серед своїх користувачів, власників продукції Apple. 57 % респондентів були не задоволені iPhone 5. В опитуванні узяли участь 1135 людей, 53 % опитаних залишились не задоволені новим док-роз'ємом Lightning, 26 % — форматом нано-SIM для слота SIM-картки, 21 % — відсутністю версії на 128 Гб, однак телефон перевершив очікування 39 % учасників дослідження.
Багато експертів були задоволені новим iPhone. За словами Уолта Моссберга (The Wall Street Journal), смартфон є «найкращим на ринку». Він зазначив, що екран iPhone 5 не є таким «гігантським», як деяких конкурентів.
Ходять чутки, що Стіва Джобса не задовольняли великі дисплеї, він вважав, що збільшення дисплею «порушить однаковість» всієї серії iPhone. У цьому смартфі Apple вперше показала, що відходить від принципів Джобса.

## Характеристики

### Дизайн
iPhone 5 практично не змінив своїх рис у порівнянні з iPhone 4, успадкувавши багато його конструктивних особливостей. У корпусі використовуються металеві елементи, передня і задня частина є плоскими, екран покритий склом.

### Безпровідні мережі
- підтримка міжнародних мереж;
- UMTS (3G) / HSPA + / DC-HSDPA (800, 850, 900, 1900, 2100 МГц); GSM / GPRS / EDGE (800, 850, 900, 1800, 1900) МГц);
- Реалізована підтримка нового стандарту сім-карт — nano-SIM [40];
- CDMA / EV-DO Rev. A / Rev. B (800, 1900 МГц);
- Wi-Fi (802.11 a / b / g / n (2,4 / 5ГГц));
- LTE (Bands 4, 17 для США і Канади в моделі А1428 і Bands 1, 3, 5 для Європи / Азії в моделі А1429);
- Бездротова технологія Bluetooth 4.0.

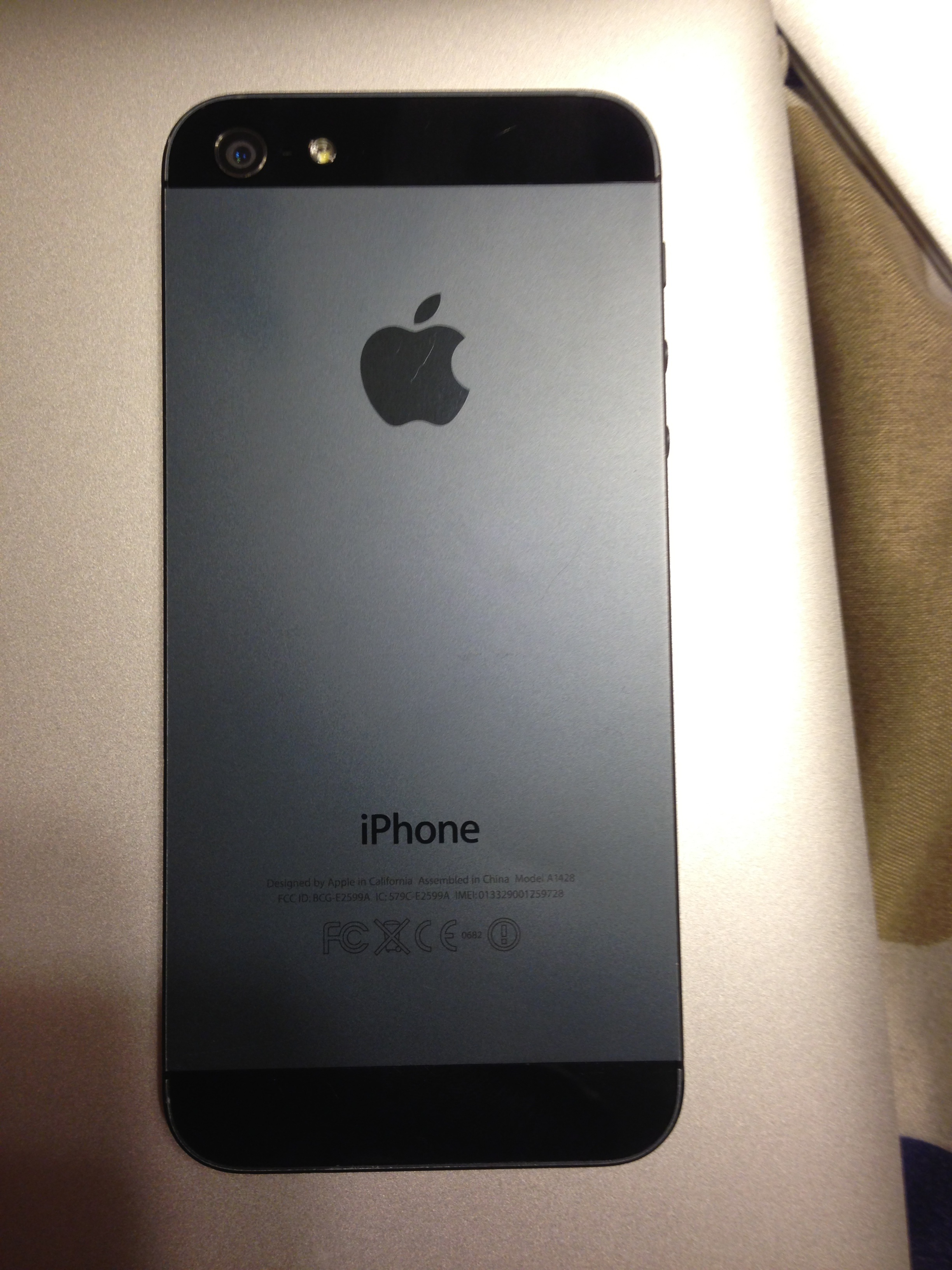
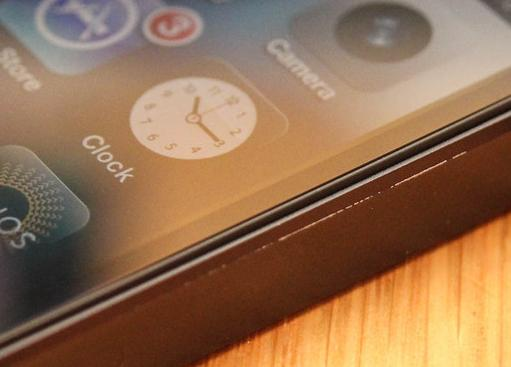
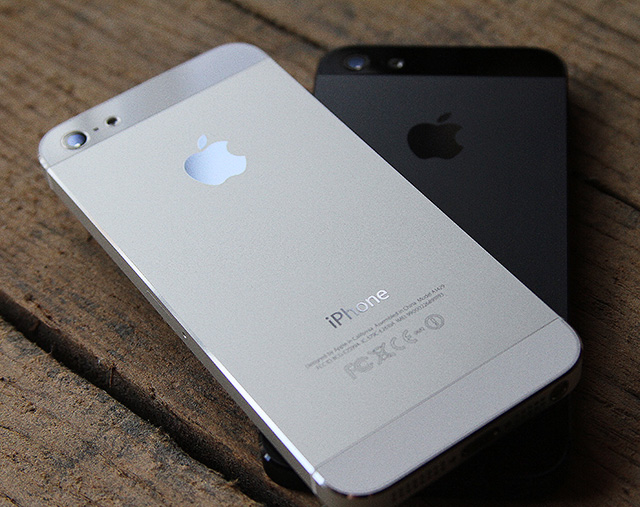
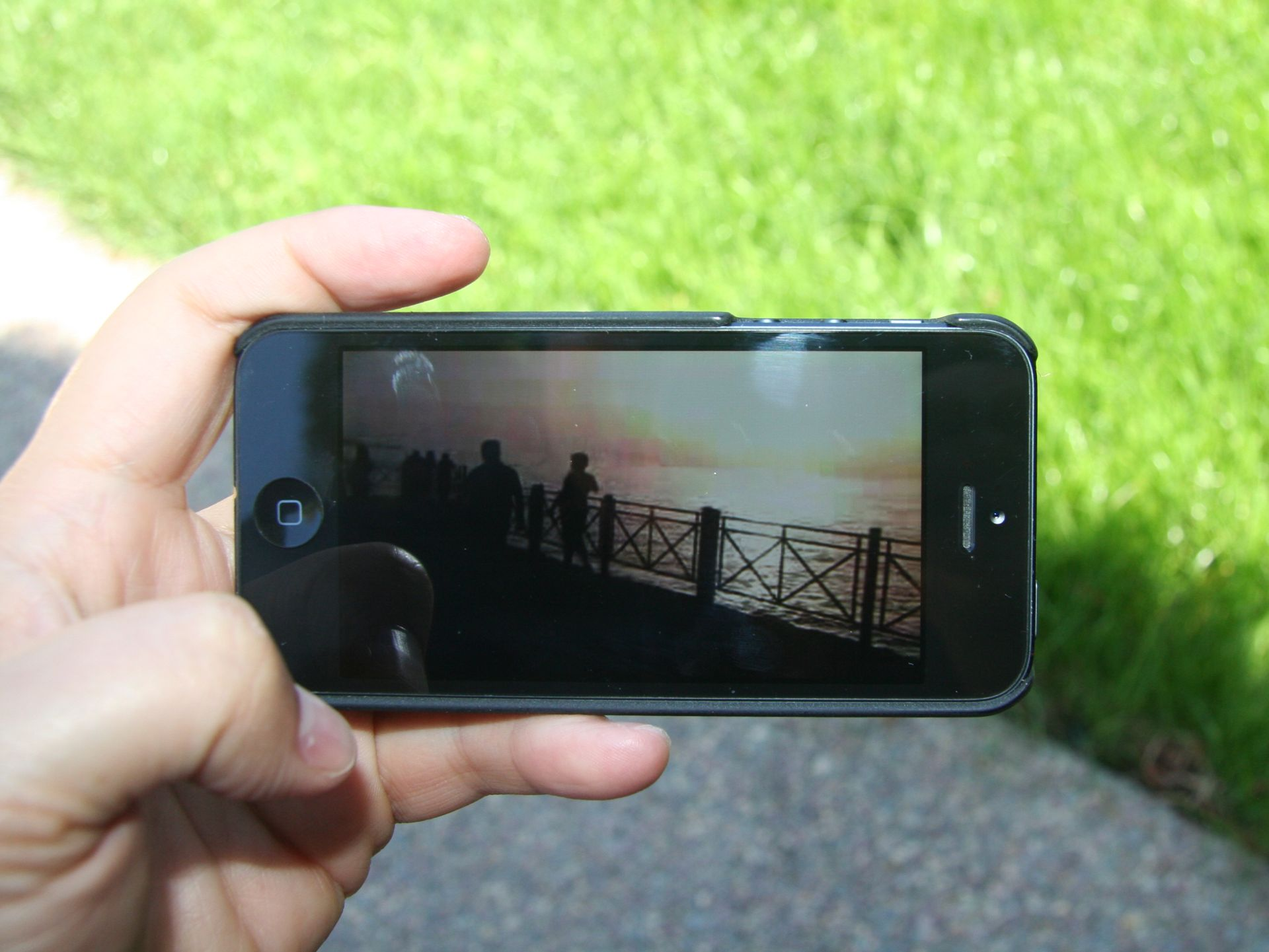
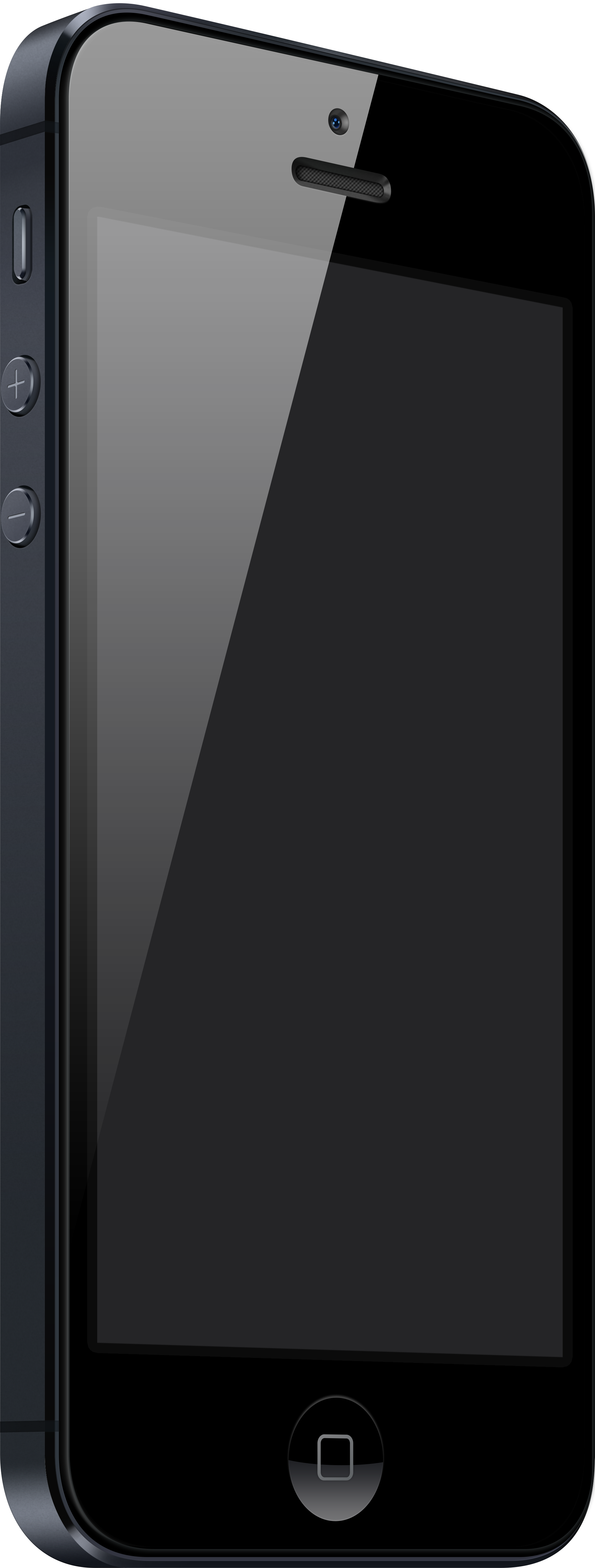
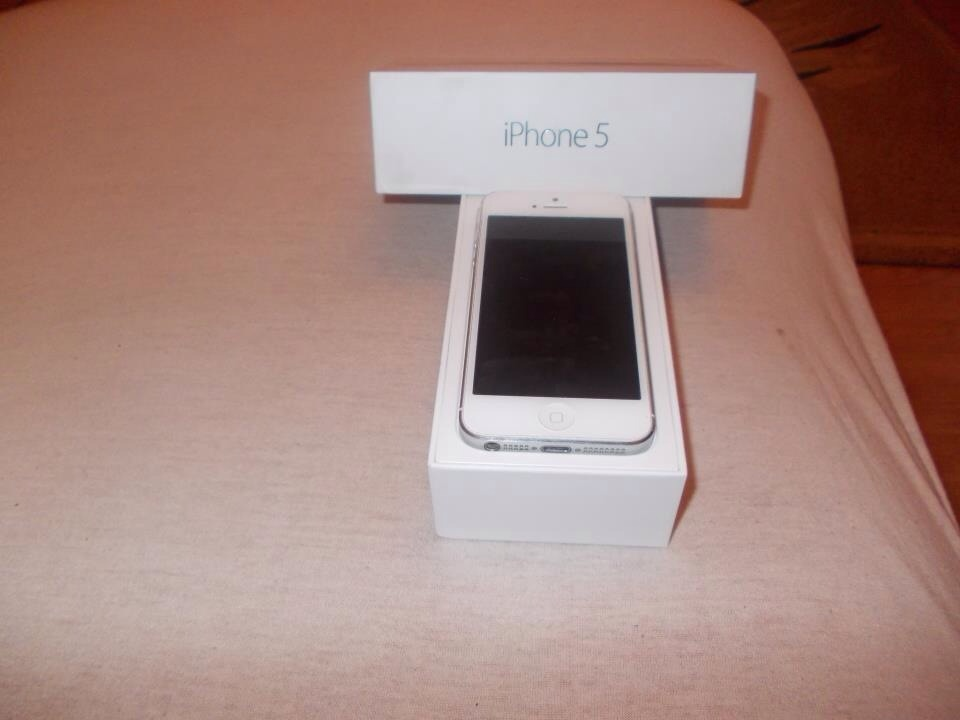
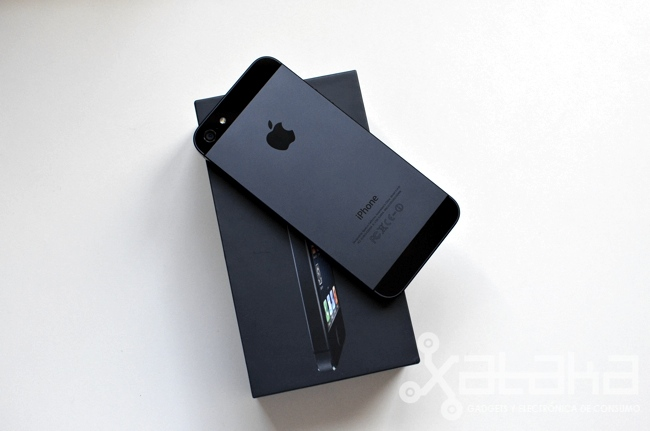